# Haitimera paeninsularis
Haitimera paeninsularis is een hooiwagen uit de familie Agoristenidae.